# Arctia prosopia
Arctia prosopia là một loài bướm đêm thuộc phân họ Arctiinae, họ Erebidae.